# Messier 100
Messier 100 (M100 ili NGC 4321) je spiralna galaksija u zviježđu Berenikina kosa. Otkrio ju je Pierre Méchain 15. ožujka 1781. godine. Svoje otkriće javio je prijatelju i suradniku Charlesu Messieru koji je galaksiju uvrstio kao stoti objekt svog kataloga 13. travnja 1781. godine.
Lord Rosse je 1850. godine u galaksiji otkrio spiralnu strukturu.

## Svojstva
M100 pripada skupu galaktika Virgo. S prividnim sjajem od magnitude + 9,40, galaktika je jedna od najsjajnijih u skupu. Udaljenost M100 je oko 52,5 milijuna ly a prividni promjer 7,0'. Stvarni promjer galaktike je 107.000 svjetlosnih godina i nešto je veći od naše Mliječne staze.
NGC 4323 je satelitska galaktika M100.
Galaksija se sastoji od dva izražena spiralna kraka koji su ispunjeni plavim zvijezdama, maglica i otvorenim skupovima. Osim ta dva gotovo simetrična spiralna kraka, galaktika posjeduje nekolicinu manje izraženih krakova. 
Do danas je otkriveno 5 supernova u galaksiji: SN 1910B, SN 1914A, SN 1959E, SN 1979C i SN 2006X.

## Amaterska promatranja
U 200 mm-skom amaterskom teleskopu M100 je vidljiva kao veoma tamna mrlja s nešto svjetlijom jezgrom i poprilično velikim haloom oko jezgre.

## Vanjske poveznice
- (eng.) SEDS: NGC 4321
- (eng.) Revidirani Novi opći katalog
- (eng.) Izvangalaktička baza podataka NASA-e i IPAC-a
- (eng.) Astronomska baza podataka SIMBAD
- (eng.) VizieR